# Turcoraphidia fuscinata
Turcoraphidia fuscinata is een kameelhalsvliegensoort uit de familie van de Raphidiidae. De soort komt voor in Turkije.
Turcoraphidia fuscinata werd voor het eerst wetenschappelijk beschreven door H. Aspöck & U. Aspöck in 1964.